# 錢錫晉
錢錫晉，河南省開封府祥符縣人，清朝政治人物、進士出身。
光緒六年（1880年），参加庚辰科殿試，登進士二甲第103名。同年五月，著分部學習。